# Spiridon Lazaros
Spiridon „Spiros” Lazaros (gr. Σπυρίδων „Σπύρος” Λαζάρος; ur. w 1867, zm. w XX wieku) – grecki przeciągacz liny, srebrny medalista Olimpiady Letniej 1906.
Na olimpiadzie letniej w 1906 r. w Atenach uczestniczył w drużynowych zawodach przeciągania liny, w których jako członek drużyny Omas Helliniki P. S. zdobył srebrny medal. W pierwszej rundzie Grecy wygrali ze Szwedami, a w finale ulegli reprezentantom Niemiec.